# Potentilla dezhnevii
Potentilla dezhnevii är en rosväxtart som beskrevs av B.A. Jurtzev. Potentilla dezhnevii ingår i Fingerörtssläktet som ingår i familjen rosväxter. Inga underarter finns listade i Catalogue of Life.